# Kazimierz Romański
Kazimierz Romański (ur. 15 listopada 1957 w Stróżach) – polski urzędnik i dyplomata.

## Życiorys
Studia rozpoczął na Wydziale Prawa Uniwersytetu Jagiellońskiego, następnie kontynuował naukę w Moskiewskim Państwowym Instytucie Stosunków Międzynarodowych, który ukończył jako specjalista od regionu państw arabskich. W polskiej służbie zagranicznej pracował na placówkach w Libii, Egipcie, Jemenie. Od 2005 do 2007 był ambasadorem RP w Kuwejcie, akredytowanym jednocześnie w Królestwie Bahrajnu. Od 2010 do 2014 pełnił funkcję zastępcy ambasadora UE w Nigerii. W 2019 zakończył pracę w MSZ.
W 1980 ożenił się z Lucyną Marią Pilich; mają jedną córkę. Zna angielski, rosyjski i arabski.